# Bertrand Denis
Bertrand Denis né le 1er septembre 1902 à Fontaine-Daniel en Mayenne, décédé le 5 février 1986 à Mayenne est un industriel et homme politique français.

## Biographie

### Origine
Petit-fils de Gustave Denis et neveu de Georges Denis, il est le fils de Paul Denis, originaire de Fontaine-Daniel.
Il épouse le 4 mai 1928 dans le 17e arrondissement de Paris Renée Cleiftie née le 29 juillet 1904 à Marseille, décédée le 8 février 1981 à Contest.

### Parcours
Il fréquente l'école de Fontaine-Daniel, puis l'école des Roches à Verneuil-sur-Avre (Eure). Ancien élève de HEC, il se marie en 1928 et exploite une carrière de pierre. Il est négociant à Mayenne en produits du pétrole (dépôt de carburant), en créant la PEN (Pétrole-Essence-Naphte), qui alimentera tout le nord de la Mayenne pendant dix ans.

### La guerre
Il est codirecteur avec son frère Jean de l'usine familiale à Fontaine-Daniel, où il entre en 1938. Officier de réserve, il se montre valeureux en juin 1940 comme lieutenant au 313e régiment d'artillerie au Mont-Mort, dans la Marne. Fait prisonnier, il subira cinq ans de captivité comme prisonnier de guerre en Allemagne, jusqu'au 12 mai 1945, refusant d'être libéré avant ses camarades de l'Oflag 17A en Autriche. Il sera récompensé par une croix de guerre, et la Légion d'honneur.

### La politique
Très connu et estimé dans le département de la Mayenne, il est élu aux Élections cantonales de 1945 conseiller général de la Mayenne  reprenant la place de son oncle Georges Denis, inilégible après la Libération. Il est maire de Contest à partir de 1953. 
Il est député de la troisième circonscription de la Mayenne de 1958 à 1978. Soutenant le général de Gaulle, il s'inscrit d'abord au groupe d'Antoine Pinay (Centre national des indépendants et paysans). En 1962, il quitte le CNI et participe à la formation des Républicains indépendants. Membre de la commission de production et des échanges pendant dix-neuf ans, il est secrétaire de l'Assemblée nationale de 1962 à 1967, et refuse par deux fois la vice-présidence. Il est encore cinq fois président des commissions spéciales ou de commissions d'enquête. Il sera aussi vice-président de la Commission de Production et des Échanges, coauteur du rapport Schwartz sur les compagnies pétrolières.